# استضافة مجانية

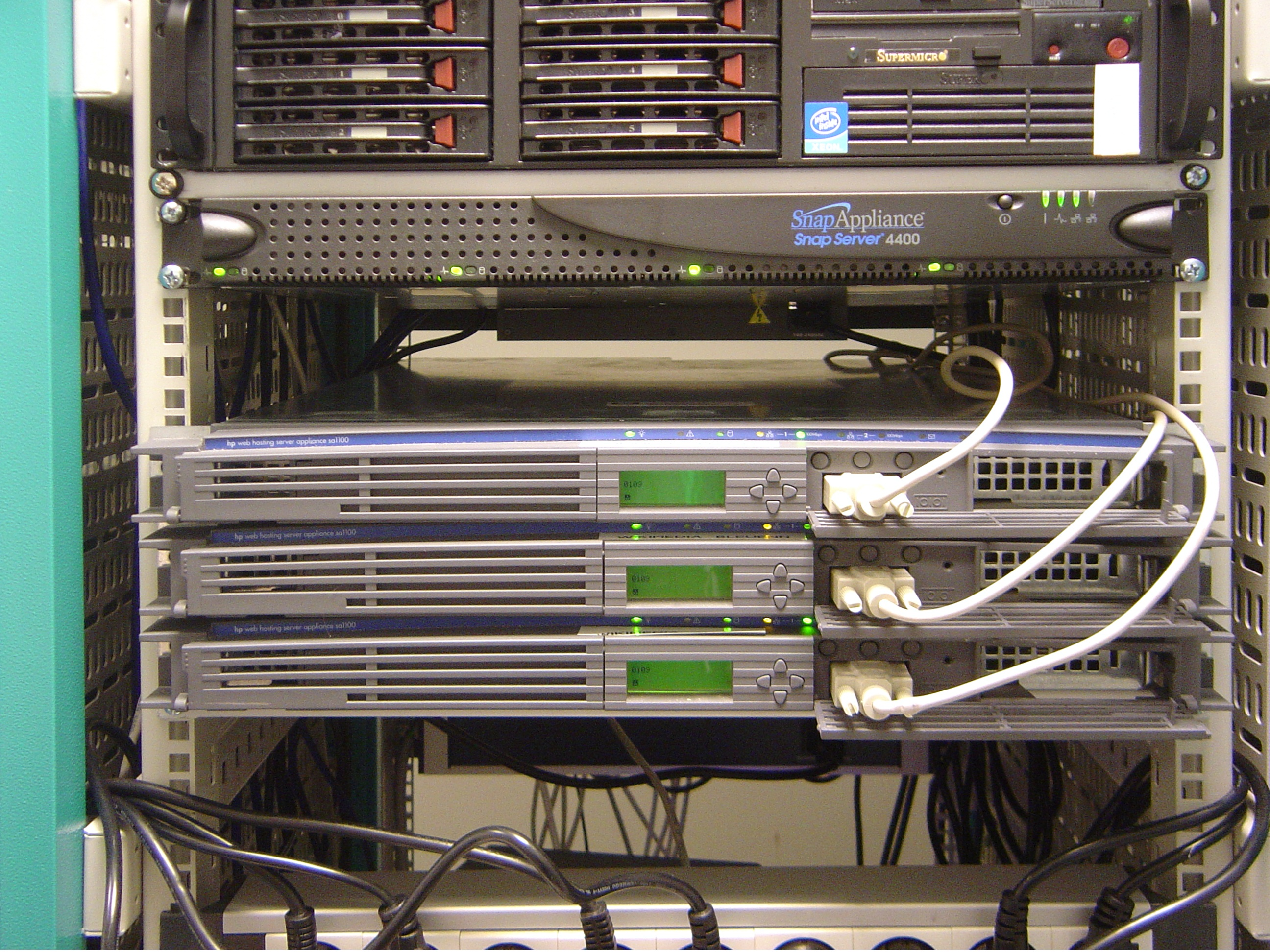
منظر أمامي لمجموعة خوادم ويكيميديا في أوبيرفيلييه بالقرب من باريس ، فرنسا ، تم تركيبها في 18 ديسمبر 2004 ؛

خدمة الاستضافة المجانية أو خدمة استضافة ويب مجانية هي كيان مهمته توفير استضافة ويب لمستخدمي الإنترنت يكون أحد عروضها على الأقل مجانياً. وتستضيف خوادمها مجموعة من مواقع الإنترنت بحيث تشترك هذه المواقع بالموارد من اجل تقليل تكلفة استضافة هذه المواقع على شبكة الإنترنت وقد يحتوي السيرفر الواحد المخصص للاستضافة المشتركة على عدة مواقع تترواح من بضعة مواقع وقد تصل إلى آلاف المواقع وهذا يعتمد على مواصفات خادم الويب وطبيعة المواقع المطلوب استضافتها. وتكون بموارد محدودة.
والمعروف عن هذه الخدمات المجانية هو محدوديتها سواء من ناحية مساحة التخزين أو عرض النطاق الترددي، ولكنها على العموم كافية للمواقع الشخصية أو الجمعيات ذات التردد المنخفض. وبشكل أو بأخر قد يكون هناك مقابل لهذه الخدمات، فالمستضيف لا بد أن يكون له ربح من تقديمه لتلك الخدمة لذلك فقد يعمد مقدمو هذه الخدمات إلى عرض إعلان على الإنترنت على المواقع التي تستضيفها. لكنه توجد أيضا خدمات مجانية تضمن عدم ادراج الإعلانات.
غالباً ما توفر خدمات الاستضافة الحرة اسم نطاق فرعي (yoursite.example.com) أو مجلد (www.example.com/~yourname). في المقابل، توفر الاستضافة المدفوعة عادة نطاق من المستوى الثاني إلى جانب استضافة (www.yourname.com). تتيح العديد من خدمات الاستضافة حجز اسم نطاق مستقل وربطه بالاستضافة. هناك أيضاً بعض الشركات التي توفر أسماء نطاقات مجانية من المستوى الثالث مع النطاقات الحرة والتي قد توفر أسماء النطاقات المستوى الثالث حرة الحرة مع مع نظام أسماء النطاقات وغيرها من التسهيلات.

## الأصنافk
يمكن تمييز الأصناف التالية من خدمات الاستضافة المجانية:
- استضافة حصرية مجانية دون إدراج الإعلانات.
- خدمة مجانية بدون ادراج الإعلانات.
- استضافة حصرية مجانية مع ادراج الإعلانات.
- خدمة مجانية مع الإعلان الإدراج.

## شروط الخدمة
كجزء من شروط الخدمة، لا يسمح العديد من المضيفين لمواقع الويب بالمحتوى الإباحي على خوادمهم، وكذلك النصوص البرمجية التي قد تضر أو تحدث خللاً بالخدمة؛ معظم المضيفين على شبكة الإنترنت لا يسمحون أيضا باستخدام خوادم آي آر سي IRC.

## استضافة الملفات على الاستضافات المجانية
لا تشجع العديد من خدمات الاستضافات المجانية على استخدام خدمات استضافة المواقع المجانية لاستضافة ملف أو صورة فقط من دون وجود صفحة ويب أو عدم وجود منفعة من استعمال النطاق الترددي بسبب كثرة الروابط التي تشير إلى الملف ودون عائد ربحي لمقدم الخدمة في حالة الخدمات التي تعتمد على الإعلانات. ونتيجة لذلك، يتم تعطيل أو لا تسمح العديد من الخدمات المجانية بالروابط النشطة أو المتحكم فيها أو إدراج صورة أو وسيط أو ملف قابل للتحميل.
ثمة قيود أخرى شائعة عند موفري الاستضافة المجانية وهي تحديد حجم الملفات؛ على سبيل المثال، قد لا تسمح الاستضافة المجانية على الشبكة بتحميل ملفات أكبر من 5 ميغا بايت. وقد يكون هناك أيضاً بعض القيود المتعلقة بأنواع معينة من الملفات مثل برامج أو ملفات الوسائط الكبيرة مثل ملفات إم بي ثري. كما يطلب العديد من المضيفين على الشبكة أيضا أن المساحة الموفرة يجب استخدامها لاستضافة موقع حي على الشبكة، وعدم استخدامها لغرض تخزين الملفات فقط. وقد أدى ذلك إلى نمو خدمات استضافة مجانية أخرى مخصصة لأنواع معينة من البيانات، مثل استضافة صورة، استضافة الفيديو، أو أي ملف مما يسمح بتشارك الروابط النشطة للملفات وتنسيقات الملفات الكبيرة.